# Maurice Passelecq
Maurice Armand Albert (ur. 3 czerwca 1875 w Ciply, zm. ?) – belgijski żeglarz, olimpijczyk.
Na regatach rozegranych podczas Letnich Igrzysk Olimpijskich 1924 wystąpił w klasie 8 metrów zajmując 4 pozycję. Załogę jachtu Antwerpia V tworzyli również Fernand Carlier, Emmanuel Pauwels, Victor Vanderslyen i Paul Van Halteren.